# Bubba Brooks
David Kenneth "Bubba" Brooks (Fayetteville, 29 mei 1922 - New York, 11 april 2002) was een Amerikaanse r&b- en jazz-tenorsaxofonist.

## Carrière
Bubba Brooks was de oudere broer van Tina Brooks. Hij begon zijn carrière in de medicine show van Pepper McAllister. Tijdens de Tweede Wereldoorlog vervulde hij zijn dienstplicht in de United States Army, waar hij in een legerband speelde met James Moody. Na zijn ontslag uit het leger verhuisde hij in 1944 naar New York, waar hij optrad in het Mintons Playhouse en in de Harlem Grill. In 1947 toerde hij door North Carolina in een band met Sonny Payne en speelde daarna met George Barkley in het Baby Grand in New York. Met Barkley ontstonden in 1947/1948 de eerste opnamen. Van 1948 tot 1957 werkte hij met Sonny Thompson en bovendien als begeleidend muzikant van de r&b-zangeres Lula Reed.
In 1958 werkte hij met Jimmy McCracklin, in 1961 met Phil Upchurch. Tijdens de jaren 1960 hield hij zich bezig als sessiemuzikant in de popmuziek. Van 1967 tot 1973 trad hij op met de altsaxofonist Charles Williams en Don Pullen in New York. Voor Mainstream Records ontstonden drie albums met Williams. In 1974 speelde hij kortstondig bij Jimmy McGriff. In 1976 werd hij lid van de band van Bill Doggett, waartoe hij twintig jaar behoorde. Midden jaren 1990 werkte Brooks met Bross Townsend, Carrie Smith en The Harlem Blues & Jazz Band en leverde hij drie albums af in het mainstream jazz-dialect. In 1999 ging hij met Al Casey op een tournee in Frankrijk. Brooks, die zich qua stijl aanleunde aan Arnett Cobb en Don Byas, werkte van 1950 tot 2001 mee aan 53 opnamesessies.

## Overlijden
Bubba Brooks overleed in april 2002 op 79-jarige leeftijd.

## Discografie

### Opnamen onder zijn eigen naam
- 1995: Smooth Sailing (TCB) met Kenny Drew jr., Peter Bernstein, Peter Washington, Kenny Washington
- 1995: The Big Sound of Bubba Brooks (Claves Jazz), met Bross Townsend, Michael Howell, Bob Cunningham, Grady Tate
- 1996: Polka Dots and Moonbeams (TCB)

### Als sideman
- 1954: Wynonie Harris (Route 66 Records)
- 1961: Phil Upchurch: You Can't Sit Down (United Artists Records)
- 1961: Phil Upchurch Twist - The Big Hit Dances (United Artists Records)
- 1971: Charles Williams (Mainstream Records)
- 1972: Charles Williams Trees and Grass and Things (Mainstream Records)
- 1973: Charles Williams Stickball (Mainstream Records)
- 1978: Bill Doggett Am I Blue (Black & Blue Records)
- 1980: Bill Doggett Honky Tonk (Black and Blue Records)
- 1991: Bill Doggett The Right Choice (After Hours)
- 1995: Bross Townsend I love Jump Jazz (Claves Jazz)
- 1999: Michel Pastre: Live During a French Tour (Djaz)
- 2000: Joseph Carter: In the Now (Velvet Swan)
- 2001: Bobby Forrester: Organic Chemistry (Lollipop)

- Bibliothèque nationale de France: cb13985165v (data)
- Gemeinsame Normdatei: 135084296
- International Standard Name Identifier: 0000 0000 7838 9491
- Library of Congress Control Number: no00058792
- MusicBrainz: 75ce2522-5d46-4179-a570-1431455666df
- Virtual International Authority File: 205567
- WorldCat: E39PBJtrPdC79pFRxjkJgRKjmd